# Bahnstrecke Feucht–Wendelstein
| |                      |                                            |                                            |
| Kursbuchstrecke (DB): | 420f                 |                                            |                                            |
| Kursbuchstrecke: | 417c (1946)          |                                            |                                            |
| Streckenlänge: | 5,3 km               |                                            |                                            |
| Spurweite: | 1435 mm (Normalspur) |                                            |                                            |
| |                      |                                            |                                            |
| \| \| \| von Regensburg Hbf \| \| \| \| \| von Altdorf (b Nürnberg) \| \| \| \| 0,0 \| Feucht \| Feucht \| \| \| \| nach Nürnberg Hbf \| \| \| \| \| nach Nürnberg Hbf \| \| \| \| \| Anst Muna Feucht \| \| \| \| \| Anst MAN Panzerwerk (nicht fertiggestellt) \| \| \| \| 3,3 \| Röthenbach (b Feucht) \| Röthenbach (b Feucht) \| \| \| 5,3 \| Wendelstein \| Wendelstein \| |                      |                                            |                                            |
| Strecke |                      | von Regensburg Hbf                         | von Regensburg Hbf                         |
| Abzweig geradeaus und von rechts |                      | von Altdorf (b Nürnberg)                   | von Altdorf (b Nürnberg)                   |
| Bahnhof | 0,0                  | Feucht                                     | Feucht                                     |
| Abzweig geradeaus und nach rechts |                      | nach Nürnberg Hbf                          | nach Nürnberg Hbf                          |
| Abzweig ehemals geradeaus und nach rechts |                      | nach Nürnberg Hbf                          | nach Nürnberg Hbf                          |
| Abzweig geradeaus und nach rechts (Strecke außer Betrieb) |                      | Anst Muna Feucht                           | Anst Muna Feucht                           |
| Abzweig geradeaus und von links (Strecke außer Betrieb) |                      | Anst MAN Panzerwerk (nicht fertiggestellt) | Anst MAN Panzerwerk (nicht fertiggestellt) |
| Haltepunkt / Haltestelle (Strecke außer Betrieb) | 3,3                  | Röthenbach (b Feucht)                      | Röthenbach (b Feucht)                      |
| Kopfbahnhof Streckenende (Strecke außer Betrieb) | 5,3                  | Wendelstein                                | Wendelstein                                |

Die Bahnstrecke Feucht–Wendelstein war eine kurze Nebenbahn in Mittelfranken. Sie zweigte in Feucht von der Bahnstrecke Nürnberg–Regensburg ab und führte durch den Lorenzer Reichswald nach Wendelstein. Im Volksmund war die Strecke als Schwarzach-Express bekannt.

## Geschichte
Nach langjährigen Planungen bezüglich der Trassenführung und der Aufnahme in das Lokalbahngesetz 1884 begannen 1885 die Bauarbeiten. Am 1. August 1886 ging die Lokalbahn in Betrieb.
Befördert wurden neben Personen zunächst hauptsächlich Steine aus den nahen Steinbrüchen des Wernloches, Bier, Bau- und Brennholz aus örtlichem Erzeugung im Export, sowie Metalle, Düngemittel und vor allem Importkohle.
Um 1900 betrug der einfache Fahrpreis dreißig Pfennig, die Fahrzeit zwanzig Minuten.
Im Zweiten Weltkrieg führte ein zweigleisiger Anschluss zur kriegswichtigen MUNA Feucht sowie temporär ein weiterer Anschluss zum geheim geplanten, aber nicht realisierten MAN-Panzerwerk im südlichen Reichswald zwischen Röthenbach und Nerreth.
Dort hätte die Anbindung an die sogenannte Breitspurbahn erfolgen sollen, die allerdings niemals über die Projekt- und Planungsphase, Versuchs- und Modellbauten und einige Geländesondierungen hinauskam. Dieser Abzweig und eine Brücke über die Schwarzach waren nie in Betrieb und wurden bereits vor Kriegsende wieder aufgegeben und zurückgebaut.
1950 betrug der Fahrpreis eine D-Mark für die einfache Fahrt nach Nürnberg und 1,20 D-Mark für Hin- und Rückfahrt. Das Zugangebot war mit sieben Zugpaaren täglich für damalige Verhältnisse recht hoch. Kurz vor der Stilllegung verkehrten werktags zehn Zugpaare. Die Fahrzeit von und nach Nürnberg dauerte mit Umsteige- oder Rangierzeiten in Feucht etwa fünfzig Minuten.
Für Kulturinteressierte gab es die sogenannten Theaterfahrten. Hierbei handelte es sich um einen Zug, der erst um 23:54 Uhr in Nürnberg abfuhr.
Die Einstellung des Personenverkehrs erfolgte am 22. Mai 1955. Als Ersatz wurde eine Bahnbuslinie eingerichtet, die vom Südausgang des Hauptbahnhofs Nürnberg über Wendelstein nach Feucht fuhr. Expressgut nach Wendelstein und Röthenbach wurde weiter abgefertigt.
Am 7. Juli 1957 erlebte die Strecke eine überraschende Wiederbelebung in der Personenbeförderung und ein vielfältiges Echo in der Bevölkerung, als Bundeskanzler Adenauer mit eigenem Salon- und Transportwagen dort Station machte und über Nacht verblieb. Die Kanzlerlimousine Mercedes-Benz Pullman wurde ebenfalls mitgeführt. Am 11. September 1957 nutzte Adenauer den Bahnhof erneut anlässlich des politischen Geschehens in Nürnberg. Dies wurde am Ort nicht als besonders spektakulär wahrgenommen.
Am 1. Februar 1960 wurde der Güterverkehr aufgegeben. Nach massiven Protesten und einer Petition fand ein vereinzelter Nachbetrieb bis zum Herbst 1961 statt, bevor die Strecke endgültig stillgelegt und anschließend abgebaut wurde. In den 1970er Jahren wurde der ehemalige Lokschuppen in Wendelstein noch als Jugendtreff genutzt.

## Die Strecke heute
Ein Überrest von etwa 200 Metern Länge bildet ein Ausziehgleis des Bahnhofs Feucht. Im weiteren Verlauf ist sie vollständig zugewachsen (Stand 2018) und wird von der Schnellfahrstrecke Nürnberg–Ingolstadt unterbrochen. Planungen, den Gewerbepark Nürnberg-Feucht erneut an das Gleisnetz anzuschließen, wurden wegen der zu erwartenden hohen Kosten einer Querung wieder verworfen.
Anschließend besteht die Trasse als Forstweg, der die Bundesautobahn 73 unterquert und bis zur Abzweigung der St 2239 nach Röthenbach führt. Danach ist sie bis zum Ludwig-Donau-Main-Kanal vollständig von der Straße überbaut. Die restlichen 400 Meter führen als geschotterter Weg parallel zum Kanal zur ehemaligen Anlegestelle des Kanals nach Wendelstein. In Wendelstein erinnern neben der Straßenbezeichnung „Am alten Bahnhof“ das restaurierte Bahnhofsgebäude und der Lokschuppen an die aufgelassene Strecke. Das um 1890 im Landhausstil errichtete Stationsgebäude und der Lokschuppen sind als Baudenkmal (D-5-76-151-2) ausgewiesen. Beide Gebäude sind heute (2018) Bestandteil eines Refugiums des altengerechten Wohnens. Eine in den 1990er Jahren eigens errichtete Lärmschutzwand verwehrt den Einblick von der Staatsstraße her auf das ehemalige Bahn- und Hafengelände.

## Streckenbeschreibung
Die Strecke zweigte westlich des Bahnhofs Feucht von der Hauptstrecke Nürnberg–Regensburg ab und verlief von dort Richtung Südwesten parallel zum Gauchsbach- und Schwarzachtal entlang des heute ebenfalls aufgelassenen Ludwigskanals bis zum 5,3 Kilometer entfernten Endbahnhof Wendelstein. Die Trasse führte größtenteils durch das gemeindefreie Gebiet Forst Kleinschwarzenlohe.

## Bildergalerie

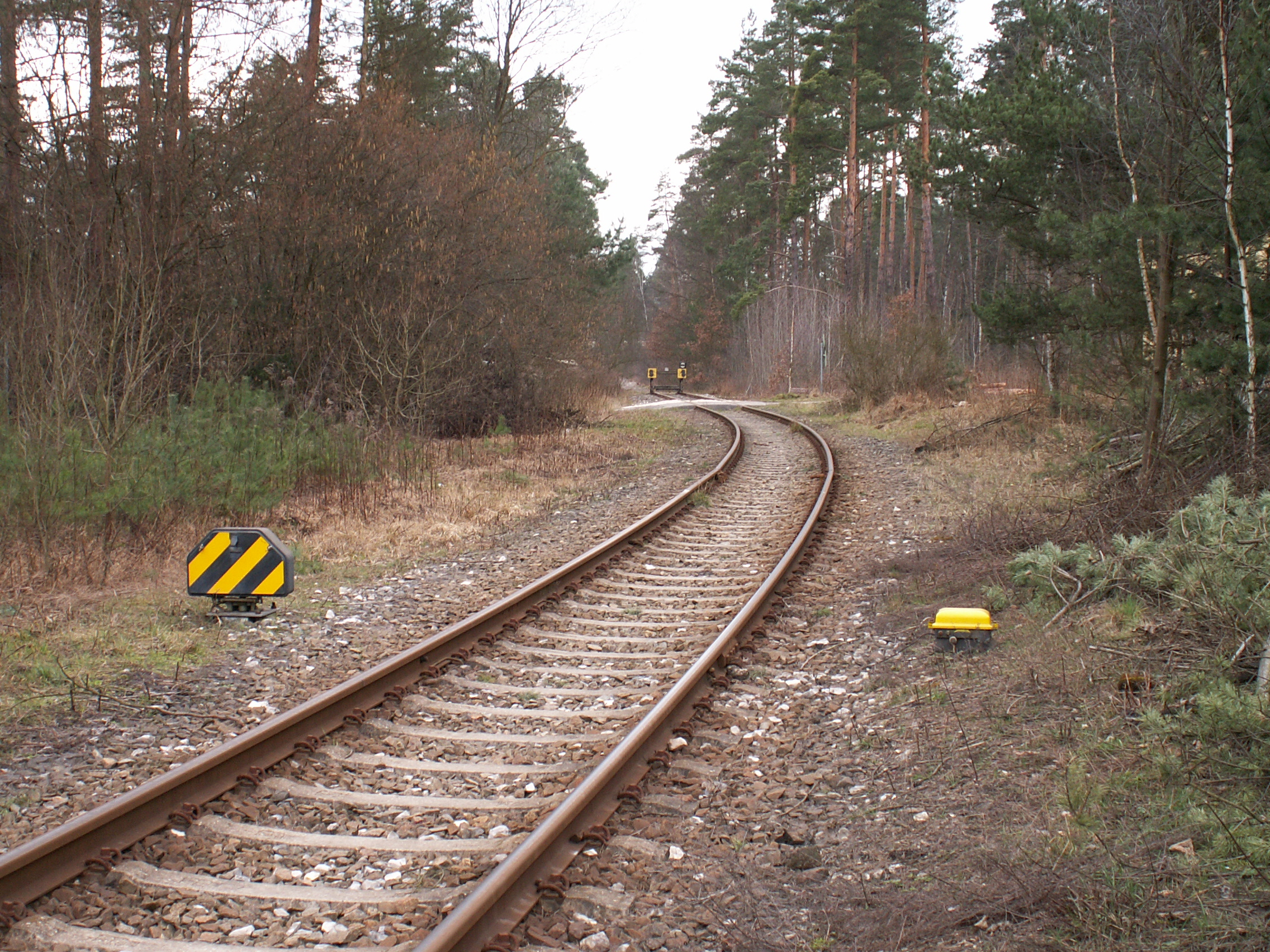
Ausziehgleis des Bahnhofs Feucht, 2007
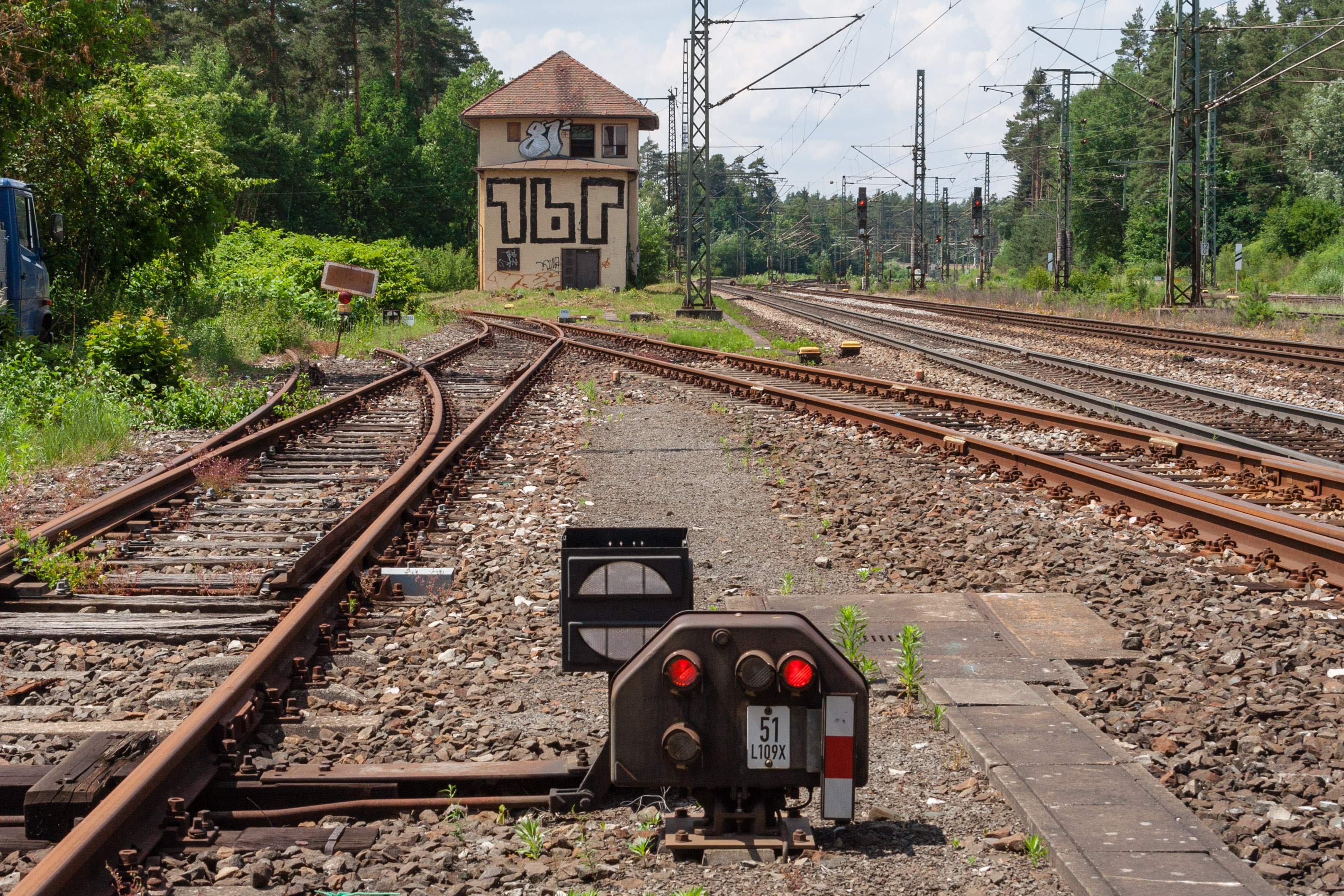
Der Abzweig nach Wendelstein, 2018
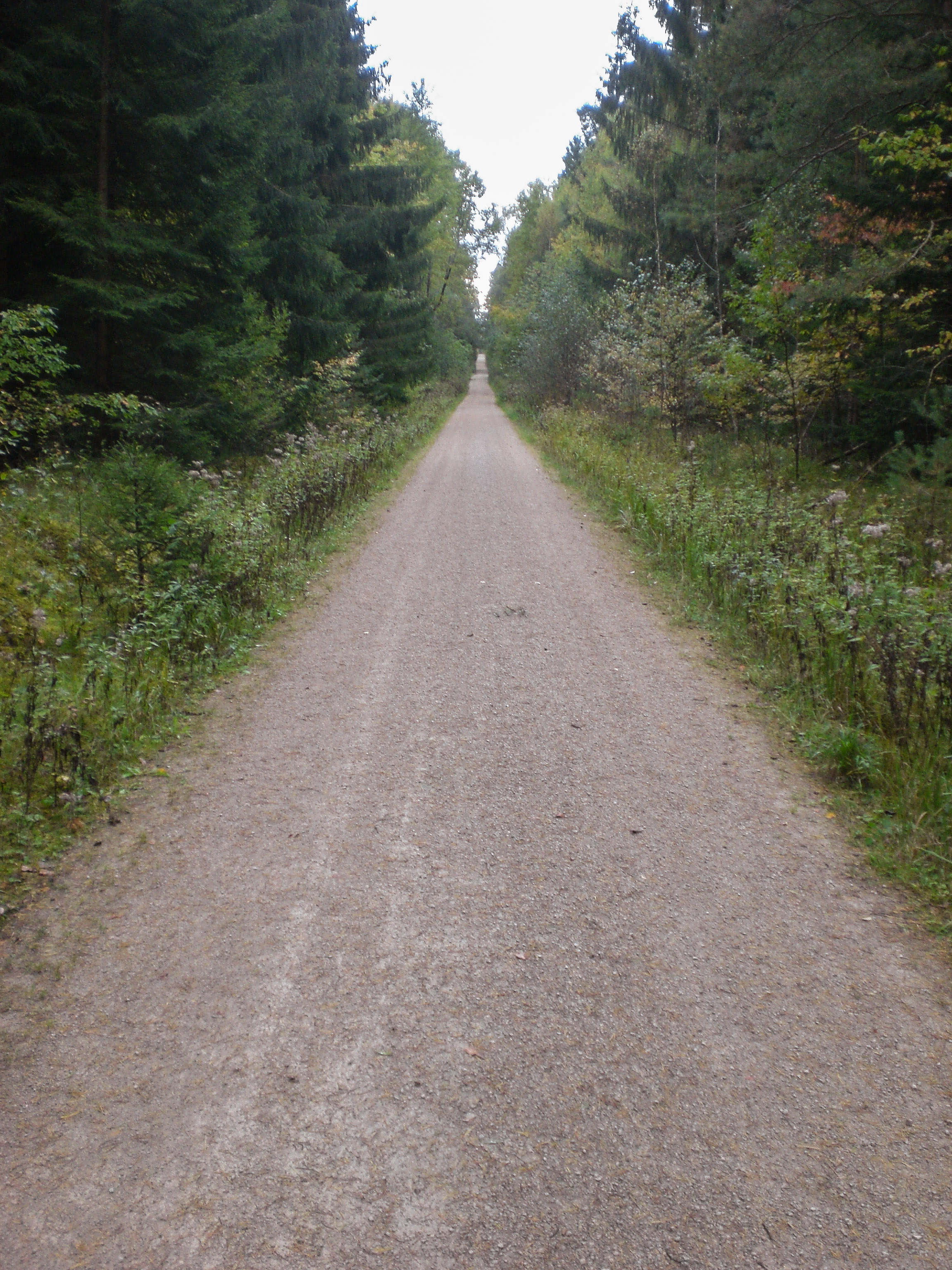
Die ehemalige Trasse nahe dem Jägersee
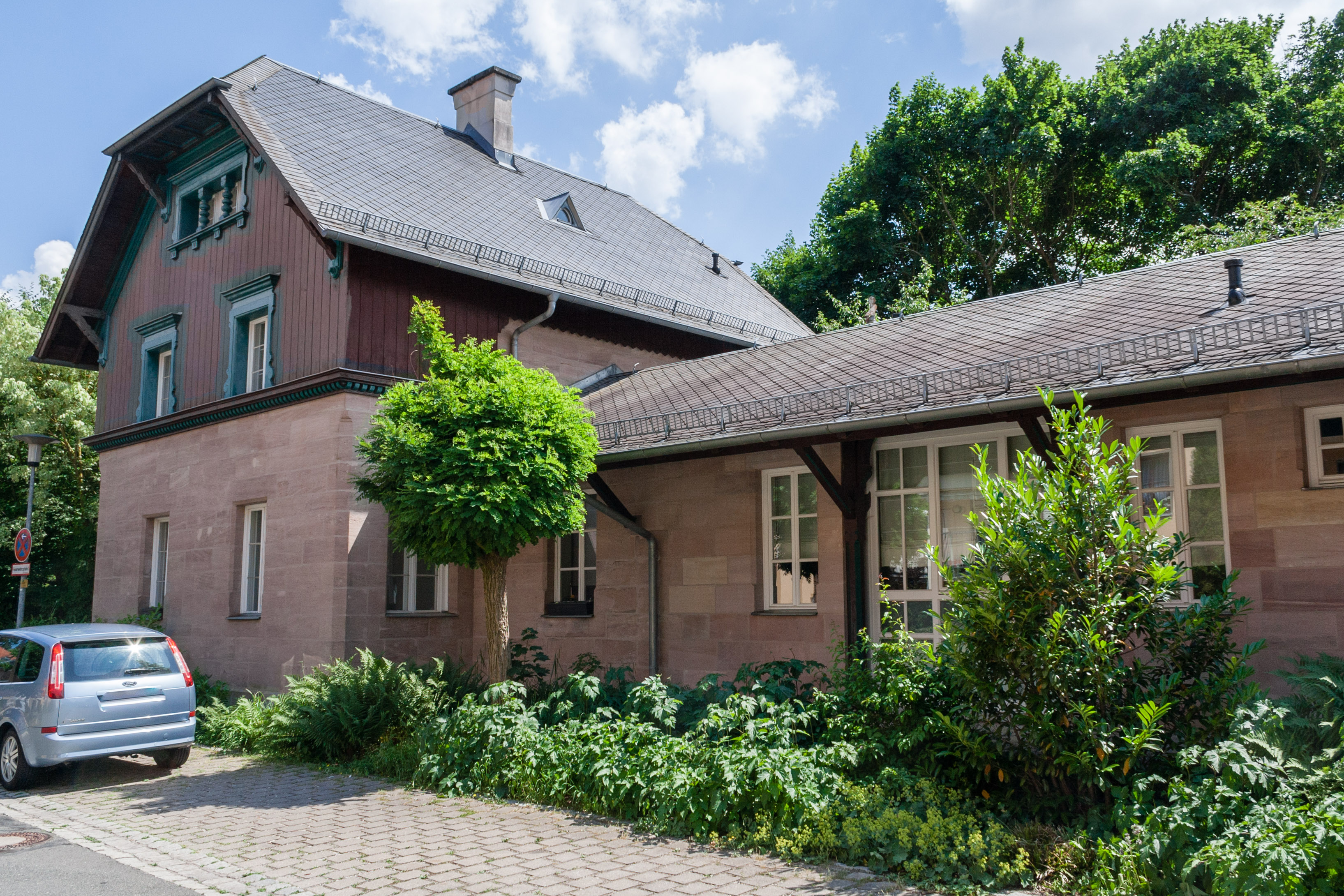
Ehemaliger Bahnhof Wendelstein
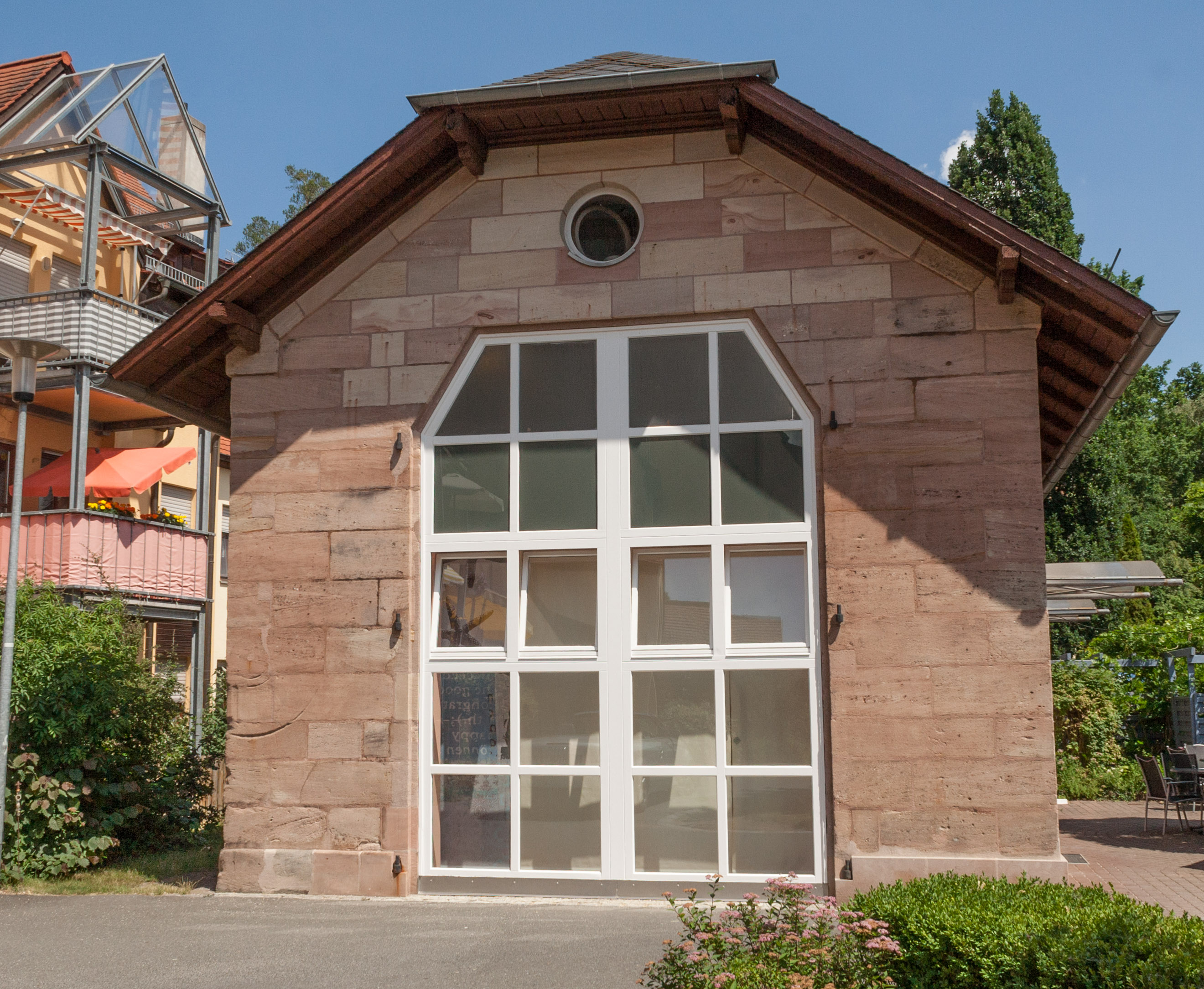
Bahnhof Wendelstein, Lokschuppen